# Cuenta pendiente (serie de televisión)
Cuenta pendiente (estilizado como #CuentaPendiente) es una serie de televisión mexicana creada por Daniela Richer y producida por Carlos Murguía. Se estrenó el 24 de febrero de 2014 por el canal Telehit y finalizó el 9 de junio del mismo año, constando de una sola temporada con 16 episodios.

## Argumento
La serie trata de Roberto Villalva, un fructífero y ambicioso empresario que es dueño de la compañía Redared, hasta que un día sufre un accidente automovilístico que lo deja en estado de coma. No obstante, cuando es llevado con «La Muerte», ésta hace un acuerdo con Roberto a cambio de devolverlo a la vida: él debe reencarnar en cada persona que ha herido con su mal comportamiento.

## Reparto

### Principales
- Jaume Mateu como Roberto Villalva
- Monserrat Fligelman como Abigail «La Muerte»
- David Angulo como Nicolás
- Gilda Gentile como Mariana
- Morena González como Luisa
- Mario Zaragoza como Claudio

### Recurrentes e invitados
- Natalia Téllez
- Sofía Garza
- Bárbara Islas
- Lucila Mariscal
- Lili Goret
- Karla Gómez
- Darío Ripoll
- José Luis Cordero
- Claudio Rodríguez Medellín
- Mauricio Castillo
- Eduardo España
- Oscar Burgos
- Raquel Garza
- Roxana Castellanos

## Episodios
| N.º | Título                   | Dirigido por | Escrito por | Fecha de emisión original | Audiencia (millones) |
| --- | ------------------------ | ------------ | ----------- | ------------------------- | -------------------- |
| 1 | «El inicio»              | —            | —           | 24 de febrero de 2014     | —                    |
| La trama inicia con un Roberto de niño, donde se muestra como perdió a su madre, que era enfermera, y queda bajo la tutela de su autoritario padre. Dieciocho años después, Roberto es un exitoso empresario dueño de la compañía tecnológica Redared, aunque de personalidad arrogante y grosera. Sin embargo en un día cualquiera, Roberto sufre un accidente automovilístico, y durante su estado de coma, es enviado con La Muerte, que le muestra una aplicación llamada DeathBook en la que aparece un listado de personas con las que Roberto fue impertinente. La Muerte le dice que si desea volver a vivir, tiene que remediar su comportamiento con la gente reencarnando en quienes salen en la lista y «sacrificar» a alguien de su elección para que La Muerte le quite la vida y él pueda seguir viviendo como antes del accidente. |                          |              |             |                           |                      |
| 2 | «El pañal»               | —            | —           | 3 de marzo de 2014        | —                    |
| Mientras Roberto y Nicolás (su socio en Redared) le jugaban bromas a los peatones, de repente se encuentran con un joven llamado Cristian, al que Roberto empuja hasta quedar embarrado de lodo e hiciera que el chico fuera nombrado como «El Pañal», así que tendrá que ayudarlo a reanimar su autoestima. Para ello, Roberto tendrá que bailar con Alicia, la chica más popular de la escuela e interés de Cristian. |                          |              |             |                           |                      |
| 3 | «Sofía»                  | —            | —           | 10 de marzo de 2014       | —                    |
| Sofía es una reportera que hizo una reseña negativa sobre una de las aplicaciones de Redared. Ella perdió credibilidad a raíz de unos datos falsos que Roberto, en venganza por la reseña, le dio, así que éste tendrá que ejercer su rol. |                          |              |             |                           |                      |
| 4 | «Don Jorge»              | —            | —           | 17 de marzo de 2014       | —                    |
| Don Jorge es un hombre que se quedó ciego y Roberto lo despidió de Redared. Con tal de ayudarlo, Roberto tendrá que recuperar el reloj del abuelo de Don Jorge que empeñó para tener dinero antes de que sea vendido. |                          |              |             |                           |                      |
| 5 | «Ricardo»                | —            | —           | 24 de marzo de 2014       | —                    |
| Ricardo es un joven cuyo sueño era el de ser una famosa estrella de rock, sin embargo, como Roberto estaba fastidiado del ruido que él y su banda hacían, un día los invita a tomar jugo de manzana y coloca píldoras para dormir evitando que se presenten en un concierto. Es por ello que Roberto tendrá que reunir a la banda, y dar ese concierto. |                          |              |             |                           |                      |
| 6 | «Toño Moncada»           | —            | —           | 31 de marzo de 2014       | —                    |
| Toño Moncada no pudo decirle a Diana que es el amor de su vida, y la misión de Roberto, quien en vida los había separado por celos de que Diana lo ignorara, es buscar a la chica para darle el beso que Toño no le pudo dar esa noche. |                          |              |             |                           |                      |
| 7 | «Xoan Wei»               | —            | —           | 7 de abril de 2014        | —                    |
| Xoan Wei es un programador chino que desea compartir con el mundo la misma aplicación que Redared está desarrollando, aunque sin costo alguno, algo de lo que la compañía no estaba de acuerdo. Después, cuando lo llevaba rumbo al aeropuerto, Roberto lo abandona en un despoblado para así cobrar por la aplicación. Pero su misión es ayudar a Xoan a encontrar el camino de regreso a su hogar. |                          |              |             |                           |                      |
| 8 | «Guaja»                  | —            | —           | 14 de abril de 2014       | —                    |
| Tras el fallecimiento de su mamá, Roberto pasó a ser el propietario de la clínica que ella había donado anteriormente. No obstante, se la termina vendiendo a un empresario, pero al Dr. Gustavo Guajardo y los habitantes que vivían cerca de la clínica no les pareció bien la idea. La misión de Roberto es ayudar a un equipo de bomberos a conseguir dinero para recuperar la clínica. |                          |              |             |                           |                      |
| 9 | «Ana»                    | —            | —           | 21 de abril de 2014       | —                    |
| Ana le encarga su perro a Mariana para irse de vacaciones, pero cuando ella se lo encargaba a Roberto cuando estaban en un día de campo, éste lo abandona en la calle para no cuidarlo. Su misión es encontrar al perro y regresarlo al domicilio de Ana. |                          |              |             |                           |                      |
| 10 | «El Torbellino Lozano»   | —            | —           | 28 de abril de 2014       | —                    |
| Roberto trata de meter una aplicaciones de Redared en una convención de videojuegos, y para entrar allí, se robó el acceso de Andrés «El Torbellino» Lozano. En busca de salvarle la vida de Andrés, Roberto entra a un torneo anual de videojuegos. |                          |              |             |                           |                      |
| 11 | «Misión cumplida»        | —            | —           | 5 de mayo de 2014         | —                    |
| Roberto dejó a su abuelo en un asilo donde la enfermera maltrata a él y a los demás ancianos, por lo que su misión es ayudarlo a escapar. En este episodio, Roberto descubre en archivos guardados del lugar la identidad de La Muerte, tratándose de una atractiva mujer adinerada llamada Abigail cuyo desenlace ocurrió en circunstancias similares al suyo. |                          |              |             |                           |                      |
| 12 | «Juanito»                | —            | —           | 12 de mayo de 2014        | —                    |
| Juanito Madero, uno de los empleados de Redared, fue despedido por Roberto cuando la compañía celebraba su décimo aniversario por algo que no tuvo culpa. Para remediarlo, Roberto le conseguirá un puesto vacante en Enlace Global, la empresa rival de Redared. |                          |              |             |                           |                      |
| 13 | «Regreso al mundo»       | —            | —           | 19 de mayo de 2014        | —                    |
| Roberto se disfraza de payaso para fiestas infantiles, mientras que La Muerte es visitada por un amigo quien le dice que la misión de ella es más complicada que la de Roberto, pues éste desea regresar a su antigua vida. |                          |              |             |                           |                      |
| 14 | «Sin memoria»            | —            | —           | 26 de mayo de 2014        | —                    |
| Gustavo Brito se preparaba para regresar a su casa después de años de no ver a sus seres queridos, pero mientras cruzaba la calle, Roberto lo atropella accidentalmente mientras hablaba por teléfono al conducir. Para evitarse algún lío, decide esconder el cuerpo del hombre. Roberto tendrá como misión buscar a la pareja de Gustavo y regresar a casa. |                          |              |             |                           |                      |
| 15 | «La elección (1° parte)» | —            | —           | 2 de junio de 2014        | —                    |
| La Muerte le muestra a Roberto el último en la lista de DeathBook, que es su mejor amigo y socio de trabajo, Nicolás, y esto a causa de que Roberto había coqueteado con la prometida de éste. Aunque fue perdonado, su siguiente misión es recuperar el anillo de compromiso de la familia de Nicolás, y así pedirle matrimonio a Mariana, quien era su exnovia y ahora es el interés amoroso de Nicolás. Sin embargo, Roberto ya no esté seguro de querer luchar por mantenerse vivo luego de ello. |                          |              |             |                           |                      |
| 16 | «La elección (2° parte)» | —            | —           | 9 de junio de 2014        | —                    |
| El episodio sigue con la trama del anterior, donde La Muerte pide a Roberto ayudar a Nicolás a pedirle la mano a Mariana. No obstante, Roberto tiene una disputa con la abogada de la tía de Nicolás por el anillo, que su hijo termina tragándose. Ya con el anillo, Roberto cumple la misión que le faltaba para regresar a su cuerpo. Cuando La Muerte le pregunta sobre quien debe morir, Roberto decide sacrificarse debido a la molestia que sintió de ver a Nicolás y Mariana comprometidos. La Muerte, en vez de acceder, le revela que Nicolás fue el autor intelectual del accidente mandando a su amigo Claudio a disparar el neumático del automóvil de Roberto, así que toma la decisión de sacrificarlo por traicionarle. Pero lo que no sabía era que Mariana también fallecería a lado de Nicolás, quedando sorprendido al momento de ver los cadáveres. En la última escena de la serie, aparece el amigo de La Muerte para decirles a ella y a Roberto que «ningúno de los dos había concluido», refiriéndose al trato que acordaron. |                          |              |             |                           |                      |